# Faule Parthe
Die Faule Parthe (im Oberlauf Saubach) ist ein rechtsseitiger Nebenfluss der Parthe in Sachsen. Sie entwässert ein Einzugsgebiet von 45,2 km² und ist etwa 12,9 Kilometer lang.

## Verlauf
Die Faule Parthe entspringt etwa vier Kilometer vom Flussbett der Mulde entfernt in der Gemeinde Bennewitz im Planitzwald und fließt in Richtung Südwesten. Noch im Wald erreicht sie den Schmielteich, den sie etwa fünfhundert Meter südwestlich ihrer Einmündung wieder verlässt. 
In Ammelshain durchfließt die Faule Parthe den Großen Teich und speist den Dorfteich und den Mühlteich. Ab hier verläuft sie in westlicher Richtung und grob parallel zur A 14 durch Waldsteinberg, nimmt rechtsseitig den Lehnsgraben und linksseitig den durch den Kiesabbau bei Naunhof trockengefallenen Klengelgraben auf und mündet schließlich in Albrechtshain rechtsseitig in die Parthe.